# Hendrik Diels
Hendrik Diels (Antwerpen, 29 juni 1901 - Parijs, 10 december 1974) was een Belgisch componist en dirigent.

## Levensloop
Hendrik Diels behaalde, net als zijn broer Joris Diels, het onderwijzersdiploma en oefende gedurende enkele jaren het beroep uit. Hij volgde tevens lessen aan het Koninklijk Conservatorium Antwerpen bij Flor Alpaerts: harmonie, contrapunt, fuga en compositie. Hij trok vervolgens naar Bazel en kreeg er zijn dirigentenopleiding bij Karel Nef en Felix Weingartner.
In 1931 werd hij dirigent van het orkest bij de Koninklijke Vlaamse Opera. Hij maakte naam als Wagnerdirigent. In 1943-1944 dirigeerde hij de volledige Wagnercyclus. In 1939 richtte hij het Filharmonisch Orkest van Antwerpen op. Met dit orkest voerde hij bijna uitsluitend muziek van Vlaamse componisten uit (Peter Benoit, Lieven Duvosel, August De Boeck en Jef Van Hoof) en tijdens de Tweede Wereldoorlog ook Duitse muziek.
Als gastdirigent trad hij op in Marseille, Brussel, Berlijn (de Berliner Philharmoniker), Rotterdam. In 1942 werd hij eredirigent van de Opera in Keulen en artistiek directeur van de Antwerpse Opera.
Hij was ook regelmatig dirigent op Vlaams-nationale zangfeesten en IJzerbedevaarten. Zijn duidelijk collaboratiegerichte activiteiten en zijn betrokkenheid bij de DeVlag maakten dat hij in 1944 naar Berlijn vluchtte en er in 1945 werd gearresteerd. In 1949 werd hij tot drie jaar gevangenis veroordeeld wegens culturele collaboratie. Het jaar daarop was hij echter opnieuw actief als dirigent, vanaf 1956 voltijds, nadat hij eerherstel had verkregen. Hij dirigeerde in de operahuizen van Gelsenkirchen en Augsburg. In België dirigeerde hij het Omroeporkest en het orkest van de Nationale Opera, onder meer voor producties door Maurice Béjart.
In 1964 werd hij gedelegeerd bestuurder van SABAM. Hij overleed terwijl hij in Parijs een internationale conferentie over auteursrechten bijwoonde.
Als componist liet hij onder meer na:
- pianocomposities,
- ritmische muziek voor turnoefeningen,
- koorwerken en liederen.